# Susan Thorsgaard
Susan Thorsgaard (* 13. Oktober 1988 in Aarhus, Dänemark) ist eine ehemalige dänische Handballspielerin, die zuletzt beim dänischen Erstligisten Odense Håndbold spielte.

## Karriere
Thorsgaard begann mit neun Jahren das Handballspielen bei Brabrand IF. Im Jahr 2006 unterschrieb sie einen Vertrag bei Silkeborg-Voel KFUM. Zwei Jahre später wechselte die Kreisläuferin zum Erstligisten Ikast-Brande EH, der sich später in FC Midtjylland Håndbold umbenannte. Mit dem FCM gewann sie 2011, 2013 und 2015 die dänische Meisterschaft, 2011 den EHF-Pokal, 2012, 2014 und 2015 den dänischen Pokal sowie 2015 den Europapokal der Pokalsieger. Ab dem Sommer 2016 lief sie für Odense Håndbold auf. Ab dem Januar 2017 pausierte sie aufgrund ihrer ersten Schwangerschaft. Bevor sie ihr Comeback für Odense geben konnte, wurde sie im Sommer 2018 wiederum schwanger.
Für die dänische Nationalmannschaft absolvierte die Rechtshänderin bislang 131 Länderspiele, in denen sie 216 Treffer erzielte. Mit der dänischen Auswahl nahm sie an der EM 2010, der WM 2011 und an der WM 2013 teil. Thorsgaard gewann bei der WM 2013 die Bronzemedaille und erzielte acht Treffer in neun Partien. Im Sommer 2012 nahm sie  an den Olympischen Spielen in London teil.
Thorsgaard gewann im Jahr 2007 mit Dänemark die U19-Europameisterschaft.